# Giovanni Battista Ricci

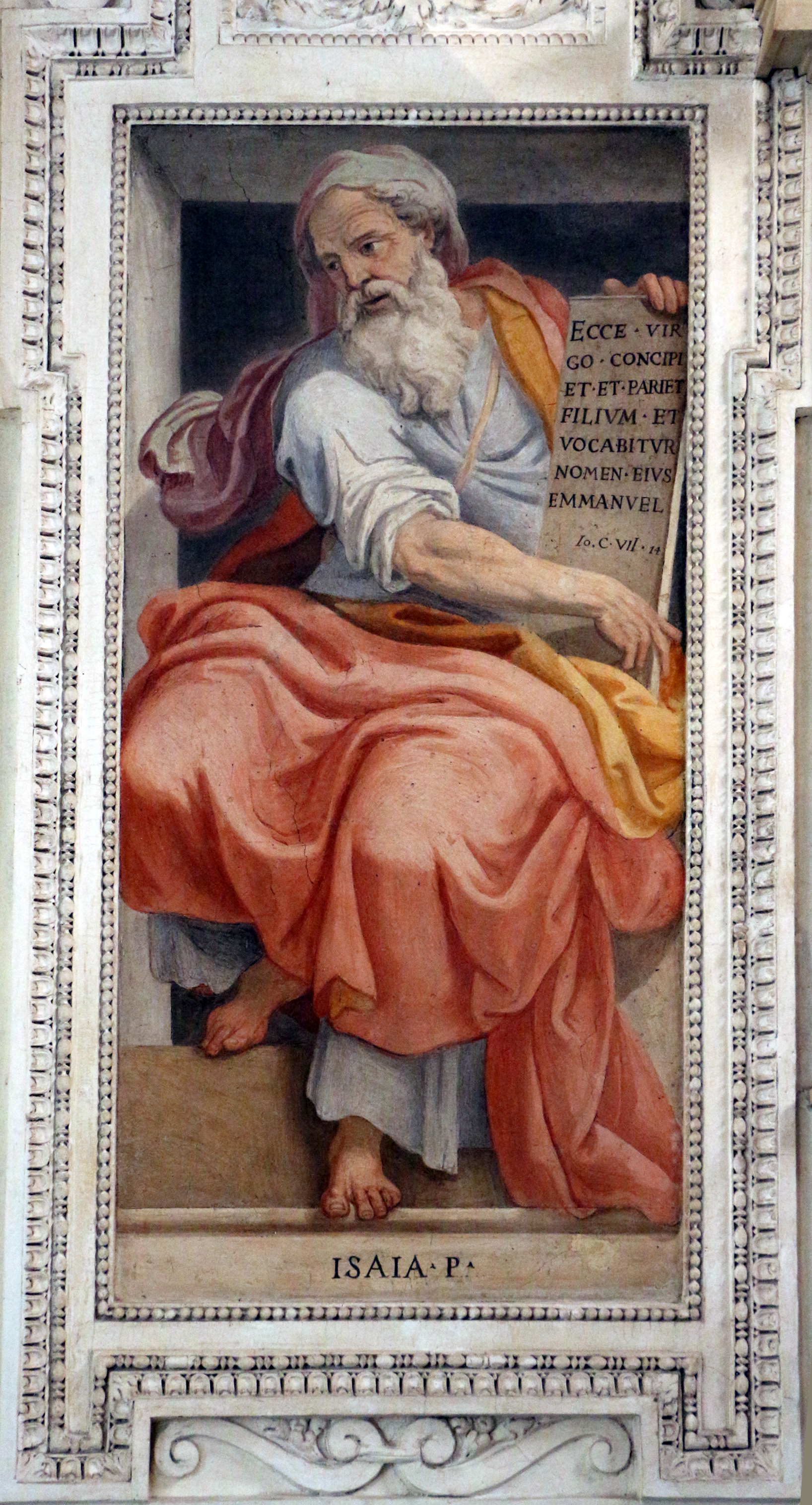
Giovanni Battista Ricci e Cristoforo Greppi, affreschi in San Francesco a Ripa, Roma

Giovanni Battista Ricci detto il Novara (Novara, 1537 circa – Roma, 1627) è stato un pittore italiano tardo manierista  e del primo periodo barocco, attivo soprattutto a Roma.

## Biografia
Ricci si trasferì a Roma dalla natia Lombardia durante il pontificato di Gregorio XIII e ivi si iscrisse alla corporazione dei pittori dal 1581. Fu attivo nella decorazione ad affresco, fra il 1590 e il 1593, della Scala Santa e della Basilica di Santa Maria Maggiore, della Cappella Cerasi a Santa Maria del Popolo e nella decorazione di San Marcello al Corso (1597-1613) e di San Giacomo a Scossacavalli. Fu influenzato da Federico Zuccari. Inoltre dipinse nella Biblioteca Vaticana e nella chiesa della Santissima Trinità dei Pellegrini.
Nel 1617-1620, Ricci collaborò con il collega lombardo Cristoforo Greppi alla concezione e all'esecuzione degli affreschi per la Cappella Castellani di San Francesco a Ripa.
Ricci era un eccellente disegnatore, lavorando principalmente a penna e inchiostro scuro, anche se sono anche noti pochi studi a carboncino.

## Riconoscimenti
Con la delibera n. 385 del 18 novembre 1926 il comune di Novara gli ha intitolato una via nel quartiere Cittadella, traversa del viale Giulio Cesare.